# クリスティアン・マイヤー
クリスティアン・マイヤー（Christian Mayer、1972年1月10日- ）は、オーストリアケルンテン州フィラッハ出身の元アルペンスキー選手。1991年から2006年までアルペンスキー・ワールドカップに参戦し大回転で6勝、スーパー大回転で1勝をあげている。1994年のリレハンメルオリンピックのスーパー大回転、1998年の長野オリンピックのアルペンスキー複合、1999年のアルペンスキー世界選手権の回転で共に銅メダルを獲得している。2006年3月9日に現役引退を発表した。